# Mark Miller (pilote de rallye)
Pour les articles homonymes, voir Mark Miller et Miller.
Mark Miller (né le 24 octobre 1962 à Phoenix en Arizona, aux États-Unis) est un pilote automobile et moto américain spécialisé dans le Rallye Raid.
Il a notamment terminé 2e du Rallye Dakar en 2009 sur Volkswagen. Il a également concouru en NASCAR.

## Rallye Dakar
- 2002 : 19e
- 2004 : Abandon
- 2006 : 5e
- 2007 : 4e
- 2009 : 2e
- 2010 : 3e
- 2011 : 6e